# Massacre de Sant'Anna di Stazzema
 (juin 2012).
Si vous disposez d'ouvrages ou d'articles de référence ou si vous connaissez des sites web de qualité traitant du thème abordé ici, merci de compléter l'article en donnant les références utiles à sa vérifiabilité et en les liant à la section « Notes et références ».
Invasion de la Sicile
- Lampedusa
- Corkscrew
- Mincemeat
- Barclay
- Animals
- Chestnut
- Narcissus
- Fustian
- Ladbroke
- Gela
- Troina
- Centuripe

Invasion de l'Italie
- Baytown
- Avalanche
- Rome
- Slapstick
- Armistice de Cassibile
- Achse
- Naples
- Bombardement du Vatican
- Ligne Volturno
- Libération de la Corse
- Ligne Barbara
- Bombardement de Bari

Ligne Gustave
- Ligne Bernhardt
- Raincoat
- San Pietro Infine
- Rivière Moro
- Ortona
- Rivière Rapido
- Monte Cassino
- Shingle
- Cisterna
- Diadem
- Strangle
- Ligne Trasimene
- Libération de Rome
- Ancône
- Brassard

Ligne gothique
- Rimini
- Saint-Marin
- Gemmano
- Montecieco
- Monte Castello
- Garfagnana

Offensive du printemps 1945
- Tombola
- Bowler
- Roast
- Bologne
- Argenta Gap
- Herring
- Collecchio

Guerre civile italienne
Le massacre de Sant'Anna di Stazzema est un crime de guerre contre des civils perpétré par les Waffen-SS de la 16e Panzergrenadierdivision SS Reichsführer-SS commandée par le général (Gruppenführer) Max Simon, le 12 août 1944 et qui s'est poursuivi dans d’autres localités voisines jusqu'à la fin du mois.

## Histoire
Au début d'août 1944, Sant’Anna, une frazione de la commune de Stazzema, dans la province de Lucques (Toscane), avait été classée « zone blanche » par le commandement allemand, c'est-à-dire épargnée par les combats et autorisée à accueillir des réfugiés. Les partisans avaient quant à eux déserté la région sans action particulière contre la Wehrmacht.
Contre toute attente, à l'aube du 12 août 1944, trois bataillons de SS de la 16e panzerdivision, dirigés par Walter Reder, montèrent à Sant' Anna, pendant qu’un quatrième ferme la marche empêchant toute fuite vers Valdicastello. Lorsque les SS arrivèrent à Sant'Anna, accompagnés de collaborateurs fascistes qui leur servaient de guides, les hommes du village se réfugièrent dans les bois afin de ne pas être déportés. Les femmes, les enfants et les vieillards restèrent chez eux, certains que rien ne pouvait leur arriver car sans défense. La plupart d'entre eux fut néanmoins massacrée à la mitraillette ou à la grenade avec une barbarie effrayante, puis le village incendié. Cinq-cent-soixante personnes périrent dans le massacre. La victime la plus jeune, Anna Pardini, âgée seulement de 20 jours, fut retrouvée vivante mais gravement blessée, dans les bras de sa mère morte, mais mourut à son tour peu de jours après à l'hôpital de Valdicastello.
Après trois heures de tuerie, les SS mirent le feu aux bâtiments et tuèrent le bétail.

## Jugement
En juillet 2004 s'est ouvert un procès au tribunal militaire de La Spezia contre des auteurs de ce massacre.
Comme l’a démontré l'enquête, il ne s'agit pas de représailles mais d'une opération terroriste dont chaque détail a été minutieusement prémédité, l'objectif étant, au travers de la destruction du village et de l'extermination de ses habitants, de briser les liens entre les populations civiles et les résistants présents dans la zone. La reconstitution des événements, l'attribution des responsabilités et les motivations qui ont entraîné le massacre ont été possibles grâce au procès qui s'est conclu en 2005 par la condamnation à la réclusion à perpétuité de dix anciens SS ayant participé aux événements, sentence qui fut confirmée en appel en 2006 puis ratifiée par la Cour de cassation en 2007.

### Noms des condamnés
- Werner Bruss (né en 1920, ancien SS-Unterscharführer),
- Alfred Concina (né en 1919, ancien SS-Unterscharführer),
- Ludwig Goering (né en 1923, ancien SS-Rottenführer qui avoua avoir tué vingt femmes)[2],
- Karl Gropler (né en 1923, ancien SS-Unterscharführer),
- Georg Rauch (né en 1921, ancien SS-Untersturmführer),
- Horst Richter (né en 1921, ancienSS-Unterscharführer),
- Alfred Schoneberg (né en 1921, ancien SS-Unterscharführer),
- Heinrich Schendel (né en 1922, ancien SS-Unterscharführer),
- Gerhard Sommer, (né en 1921, ancien SS-Untersturmführer), and
- Ludwig Heinrich Sonntag (né en 1924, ancien SS-Unterscharführer).

Les demandes d'extradition faites par l'Italie ont été refusées par l'Allemagne.

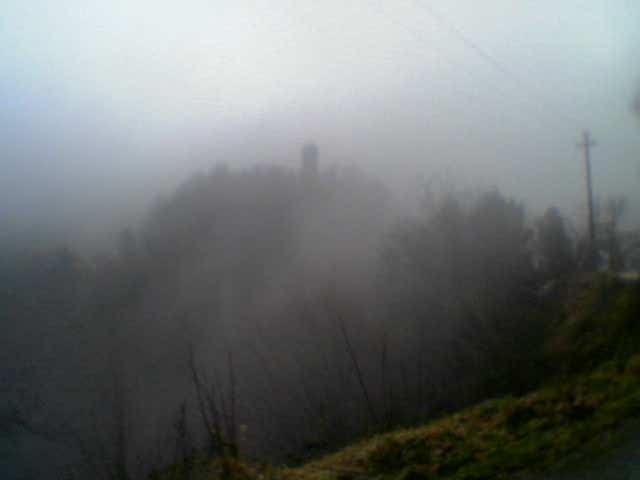
Sant'Anna di Stazzema un jour de brouillard.
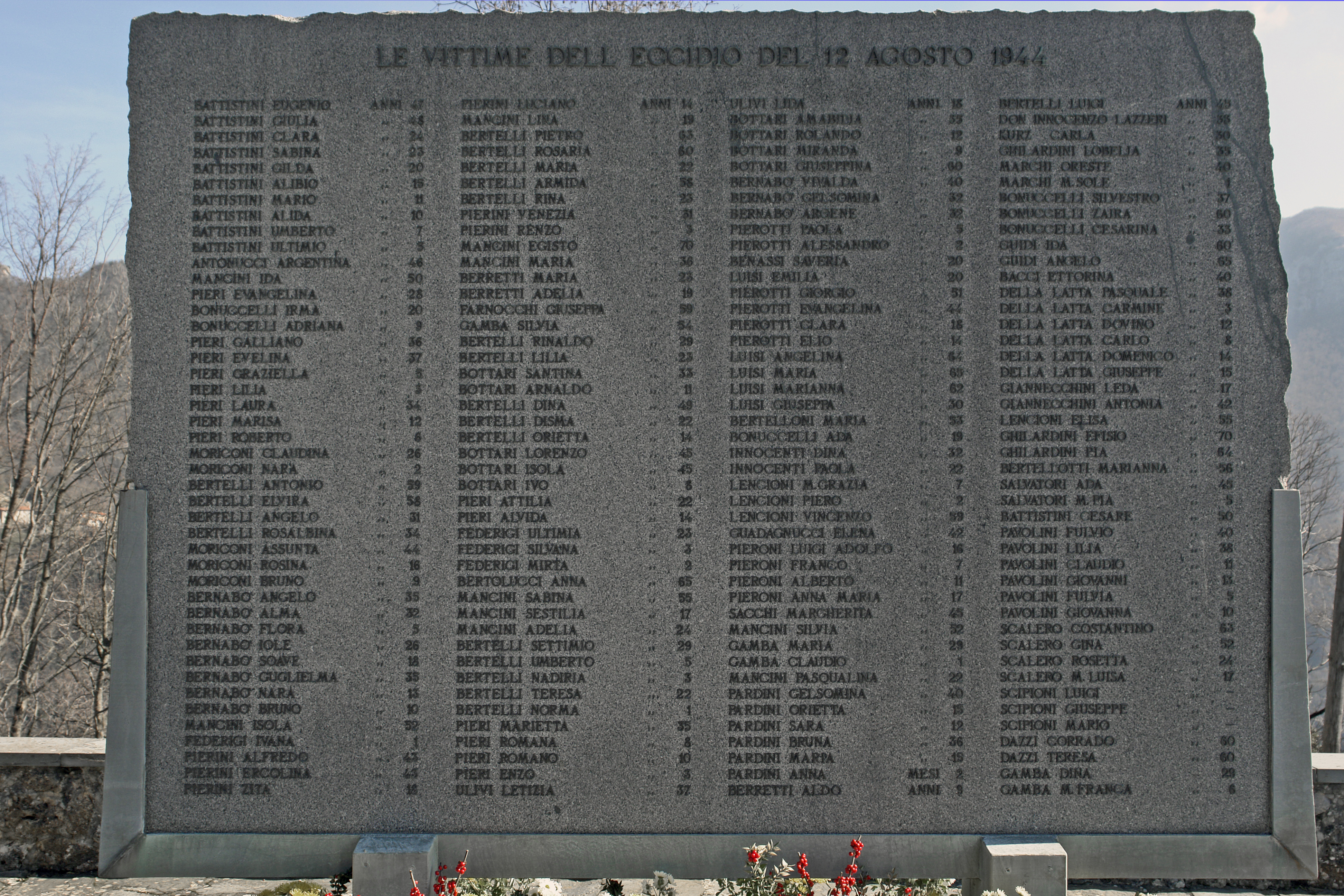
La liste des victimes.

## Sources de traduction
- (it) Cet article est partiellement ou en totalité issu de l’article de Wikipédia en italien intitulé « Eccidio di Sant'Anna di Stazzema » (voir la liste des auteurs).

- (en) Cet article est partiellement ou en totalité issu de l’article de Wikipédia en anglais intitulé « Sant'Anna_di_Stazzema_massacre » (voir la liste des auteurs).